# Flatrate-Bias
Der Begriff Flatrate-Bias enthält und thematisiert psychologisch relevante Aspekte, die Konsumenten dazu veranlassen, trotz Kostennachteilen einen Flatrate-Vertrag abzuschließen. Dieses Phänomen tritt besonders häufig im Mobiltelekommunikationsmarkt und bei Internetzugängen auf.
Konsumenten mit einem Flatrate-Bias wählen einen Tarif, der sich im Nachhinein als zu groß für sie erweist, bei dem sie also für das gezeigte Nutzungsverhalten einen höheren Rechnungsbetrag bezahlen müssen als bei Verrechnungssystemen, die nach effektiv verbrauchten Einheiten abrechnen.
Anja Lambrecht verweist dazu auf Studien aus den USA, in denen man festgestellt hat, dass beispielsweise im Mobiltelekommunikationsbereich 76 Prozent der Konsumenten, die eine Flatrate haben, letzten Endes Geld sparen würden, wenn sie in einem stärker nutzungsabhängigen Tarif wären und drei Prozent der Konsumenten, die in einem Pay-per-Use-Tarif sind, in der Flatrate Geld sparen würden.
In der Tendenz ähnliche Ergebnisse konnten im deutschen Markt festgestellt werden.

## Ursachen
Folgende psychologische Verhaltensweisen führen zu diesem Phänomen:
- Versicherungs-Effekt
Wenn Konsumenten eine Flatrate wählen, haben sie die Sicherheit, dass sie jeden Monat den gleichen Rechnungsbetrag zahlen müssen und ihr Rechnungsbetrag nicht jeden Monat schwankt.
- Taxameter-Effekt
Dieser Effekt kommt in gleicher Weise bei Taxifahrten vor: Wenn man während der Taxifahrt sieht, wie der Rechnungsbetrag auf dem Taximeter hochläuft, so wird man möglicherweise unruhig und kann sich während der Taxifahrt nicht entspannen. Wenn der Taxifahrer einem von vornherein einen Pauschalpreis für die Fahrt angeboten hätte, dann hätte man vor der Fahrt bezahlt und möglicherweise die Taxifahrt entspannter genießen können. Dies ist auf zwei Dinge zurückzuführen: Man sieht nicht immer während der Nutzung, dass diese für einen immer teurer wird, und man hat letzten Endes den Akt der Bezahlung von dem Akt des Konsums entkoppelt. Viele Konsumenten genießen den Konsum von Gütern mehr, wenn sie von den Kosten entkoppelt werden.
- Convenience-Effekt
Der dritte Grund ist der Convenience- oder auch Bequemlichkeitseffekt: Man wählt aus Bequemlichkeit einfach einen Tarif. Konsumenten wählen gerne einen Flatrate-Tarif, da hier die gesamten Kosten sehr einfach auszumachen sind im Gegensatz zu mehrteiligen und nutzenabhängigen Tarifen.
- Selbstüberschätzungs-Effekt
Das bedeutet, dass einige Konsumenten ihre Nutzungsmenge schlicht und ergreifend überschätzen, z. B. aufgrund hoher Nutzungsdifferenzen innerhalb verschiedener Verrechnungsperioden, aufgrund sich ändernder Präferenzen bei der Nutzung oder der Fähigkeit zur Selbstkontrolle und Selbstdisziplin.